# NGC 656
NGC 656 je čočková galaxie v souhvězdí Ryb. Její zdánlivá jasnost je 12,4m a úhlová velikost 1,5′ × 1,3′. Je vzdálená 180 milionů světelných let, není členem žádné skupiny galaxií. Průměr má 75 000 světelných let.  Galaxii objevil 20. září 1865 Heinrich Louis d’Arrest.